# Nyctemera absurdum
Nyctemera absurdum là một loài bướm đêm thuộc phân họ Arctiinae, họ Erebidae.